# 신노열
신노열(1991년 1월 19일 ~ )은 대한민국의 전직 스타크래프트, 스타크래프트 II 프로게이머이다. RorO라는 아이디를 사용하며, 종족은 저그이다. 삼성 갤럭시 소속이였다. 2013년 3월 9일 2013 핫식스 글로벌 스타크래프트 II 리그 시즌 1 결승에서 강동현을 만나서 4:2로 승리하면서 생애 최초로 첫 우승을 차지하였다.

## 개요
2008년 상반기 드래프트에서 위메이드 폭스의 2차 지명으로 입단하였다.
2011년 8월 22일 위메이드 폭스의 해체로 해체 게임단 공개 포스팅으로 삼성 갤럭시 칸으로 영입되었다.
2012 스타리그 예선에서 김택용을 상대로 2:1로 꺾고 스타리그 본선 진출에 성공한다. SK플래닛 프로리그 시즌2에서 스타크래프트 1과 스타크래프트 2 모두 고르게 승리를 하며 프로리그 100승을 달성하였다.
2012년 7월 KeSPA랭킹에서 6월에 비해 순위가 열 네 계단 상승한 10위에 랭크되었다.
그해 9월, FA 대상자로 선정되었으나, 원 소속팀에 잔류하게 되었다.
2014년 9월 30일 삼성 갤럭시 칸과의 재계약을 하지 않고 은퇴를 선언했다.

## 2013년 3월 9일 GSL 우승
2013년 3월 1일 KeSPA 소속 선수들 중 처음으로 GSL 결승 무대에 진출한 신노열은 2013년 3월 9일 서울 유니클로 악스에서 펼쳐진 2013 핫식스 글로벌 스타크래프트 II 리그 시즌 1 결승에서 강동현을 상대로 4:2로 승리하며 생애 최초로 우승을 차지하였다.
이로써 신노열은 2008년 프로게이머 데뷔 이후 약 5년 만에 최초의 개인리그 우승을 기록하였으며 스타크래프트: 브루드 워에서 스타크래프트 II: 자유의 날개로 전향한 KeSPA 소속 선수들 중 최초로 GSL 우승을 차지하였다.
이후의 GSL은 스타크래프트 II: 군단의 심장으로 치러지기 때문에 신노열은 스타크래프트 II: 자유의 날개로 치러진 GSL의 마지막 우승자이기도 하다.
또한 스타크래프트 II: 자유의 날개로 치러진 GSL의 처음이자 마지막 KeSPA 소속 우승자로 기록되었다.

## 주요 기록

### 전적
통산전적 (13.05.20 기준, 스타2 전적포함)
|             | 경기 | 승-패   | 승률  |
| ----------- | ---- | ------- | ----- |
| 대 테란     | 82   | 44–38   | 53.8% |
| 대 저그     | 105  | 56–49   | 53.3% |
| 대 프로토스 | 93   | 47–46   | 50.5% |
| 총합        | 280  | 147–133 | 52.5% |

### 개인리그
스타크래프트 II : 프리미어 개인리그 우승 1회

#### 스타크래프트
- 2007년 7월 제31회 커리지매치 입상
- 2009년 5월 박카스 스타리그 2009 36강
- 2009년 11월 EVER 스타리그 2009 36강
- 2010년 7월 빅파일 MSL 2010 16강
- 2011년 1월 피디팝 MSL 2010 16강
- 2011년 4월 ABC마트 MSL 2011 32강
- 2011년 진에어 스타리그 2011 24강
- 2012년 Tving 스타리그 2012 24강

#### 스타크래프트 II
- 2012년 2012 월드 챔피언십 시리즈(WCS) 한국대표 선발전 4위
- 2012년 핫식스 2012 글로벌 스타크래프트 II 리그 시즌 4 Code A 12강
- 2012년 핫식스 2012 글로벌 스타크래프트 II 리그 시즌 5 코드 S 32강
- 2013년 핫식스 2013 글로벌 스타크래프트 II 리그 시즌 1 코드 S 우승 (vs 강동현 4:2)
- 2013년 제4회 인천 실내무도아시아경기대회 스타2 부문 국가대표 선발전 32강
- 2013년 2013 WCS 코리아 시즌 1 망고식스 글로벌 스타크래프트II 리그 Code S 6강 (2013 WCS 시즌 1 파이널 진출)
- 2013년 2013 WCS Season1 TG삼보-Intel Finals 8강
- 2013년 2013 WCS 코리아 시즌 2 옥션 올킬 스타리그 32강
- 2013년 2013 WCS 코리아 시즌 2 챌린저리그 32강
- 2013년 2013 WCS 코리아 시즌 3 챌린저리그 32강
- 2013년 2013 핫식스컵 라스트 빅매치 8강
- 2013년 2013 GSL Awards 저그 우수 선수상
- 2014년 2014 WCS 코리아 시즌 1 핫식스 글로벌 스타크래프트 II 리그 코드 S 16강
- 2014년 2014 WCS 코리아 시즌 2 핫식스 글로벌 스타크래프트 II 리그 코드 A 48강
- 2014년 2014 DreamHack Open: Bucharest 32강
- 2014년 2014 WCS 코리아 시즌 3 핫식스 글로벌 스타크래프트 II 리그 코드 A 48강

## 참고
1. ↑  2008년 상반기 프로게이머 신인 드래프트 완료 포모스
2. ↑  GSL 코드 S 1회 우승.

| 역대 글로벌 스타크래프트 II 리그 우승자 |                   |                                     |
| 2012 블리자드 컵                        | 핫식스 GSL 시즌 1 | WCS 2013 코리아 시즌 1 망고식스 GSL |
| 이승현                                  | 신노열            | 김민철                              |